# 清朝銭

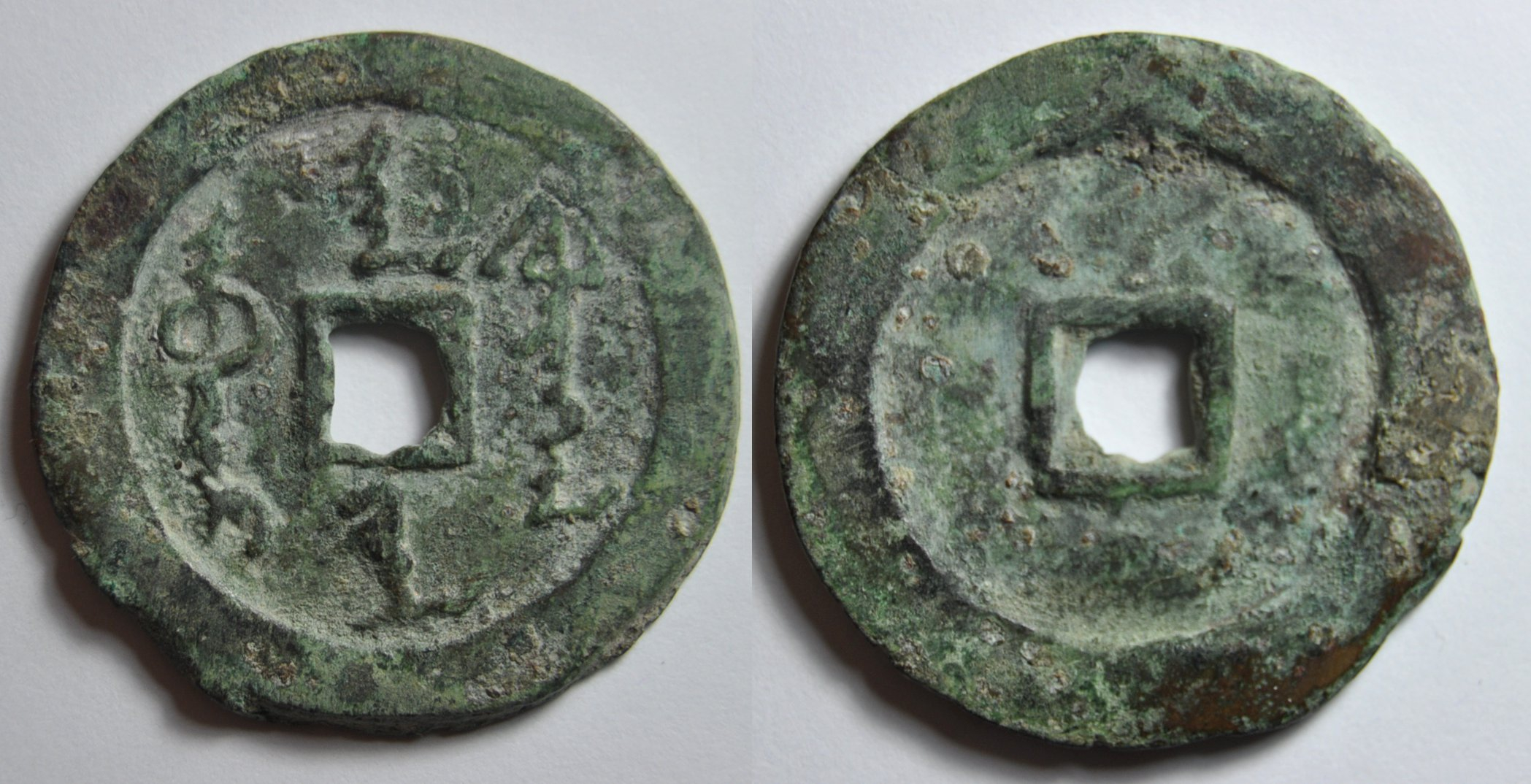
abkai fulingga han jiha（天命皇宝満洲文字銭）

清朝銭（しんちょうせん）は、中国の清朝の時代に流通した銭貨。一部を除き、背（はい。裏側）に漢字と満洲文字併記で鋳造場所を表示した。

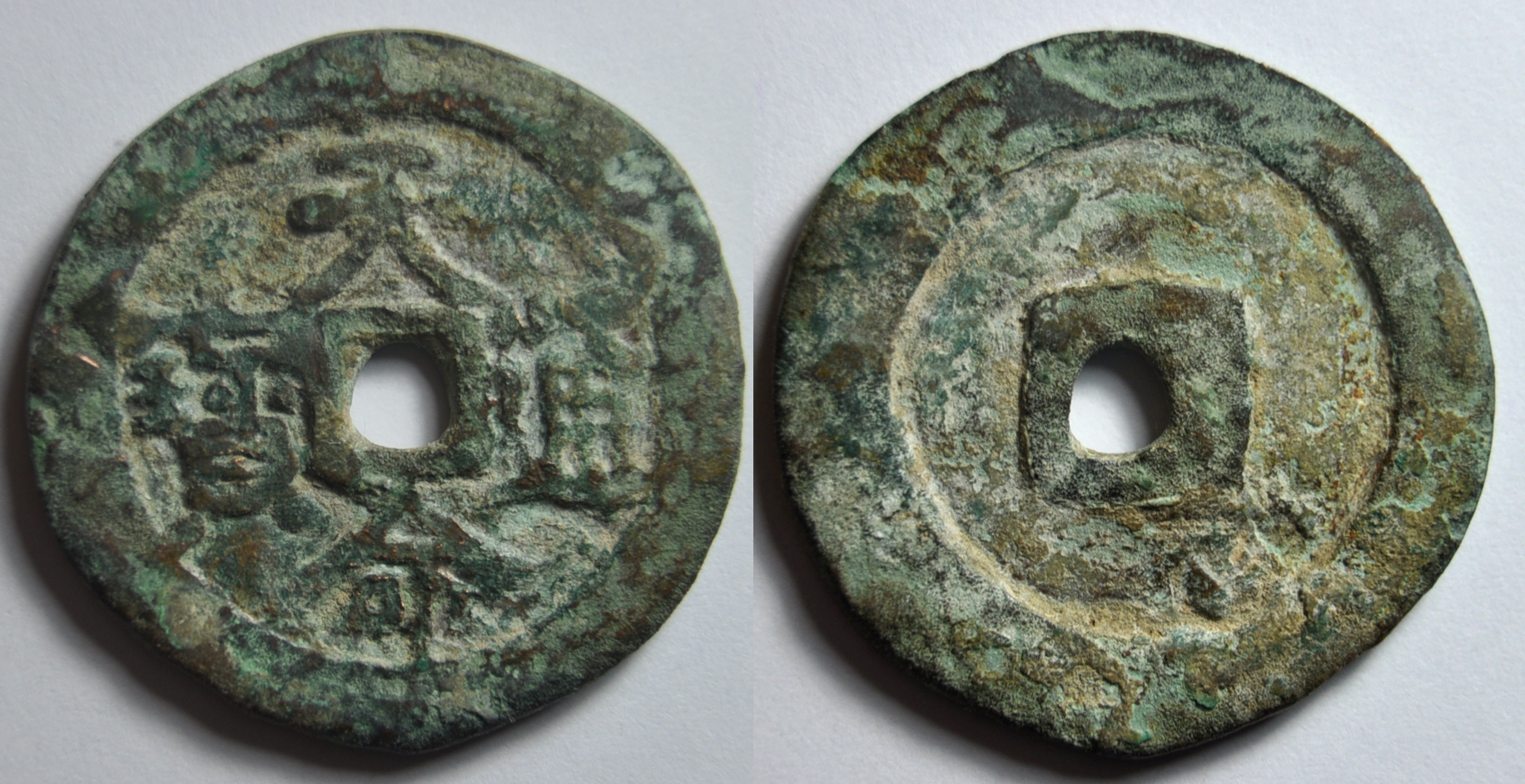
天命通宝

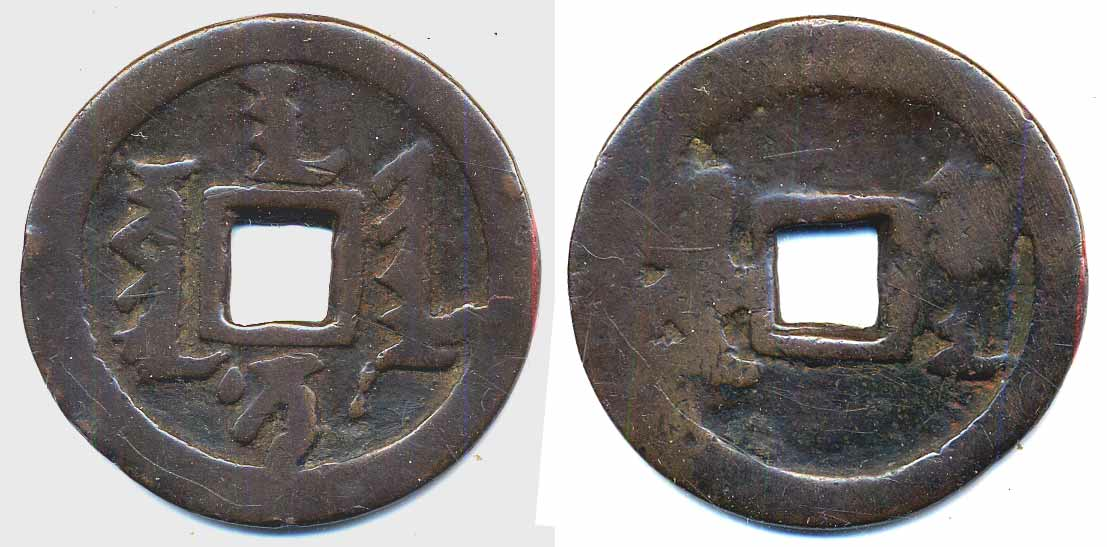
sūre han ni jiha（天聡通宝満洲文字銭）。
背面はjuwan（十）、emu yan（一両）。

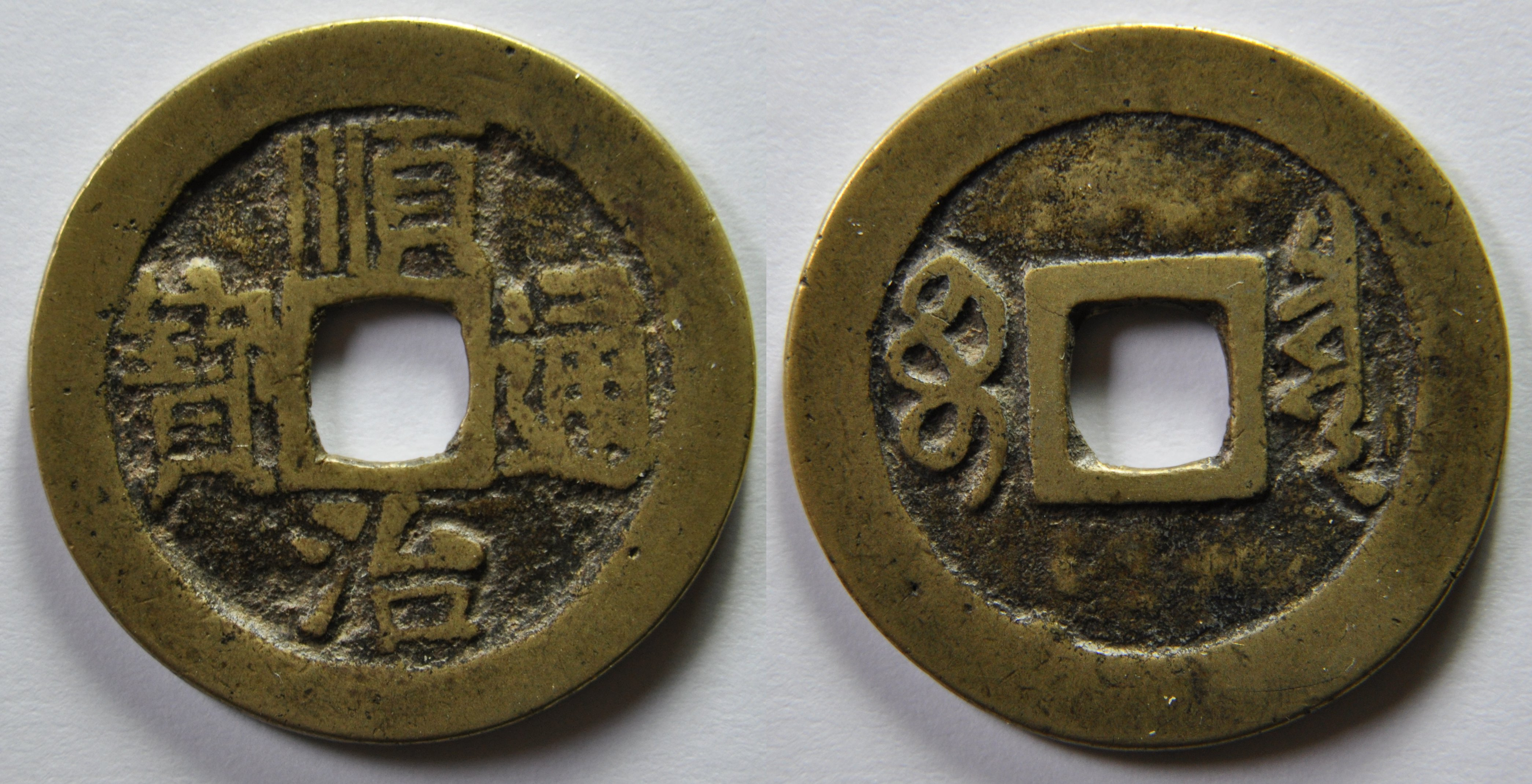
順治通宝。
背面は boo ciowan（宝泉）。

## 概要
1616年、天命汗銭／天命皇宝（abkai fulingga han jiha）と天命通宝が発行される。銭銘は満洲文字と漢字の二種類。以後、元号が変わるたびに新しい銭銘で銭貨を発行する。
天聡年間（1627年 - 1636年）、天聡汗銭／天聡通宝（sūre han ni jiha）が発行される。銭銘は漢字と満洲文字の二種類あり。
1644年、順治通宝発行される。これ以後、銭銘は漢字の一種類のみとなる。1658年、背（はい。裏側）に漢字と満洲文字併記で鋳造場所を表示するようになる（以上、特に断らない限り出典：）。
1662年、康煕通宝発行される。
1736年、雍正通宝発行される。
1736年、乾隆通宝発行される。
1796年、嘉慶通宝発行される。
1821年、道光通宝発行される。
1851年、咸豊通宝発行される。
1862年、同治通宝発行される。
1875年、宣統通宝発行される（以上、特に断らない限り出典：）

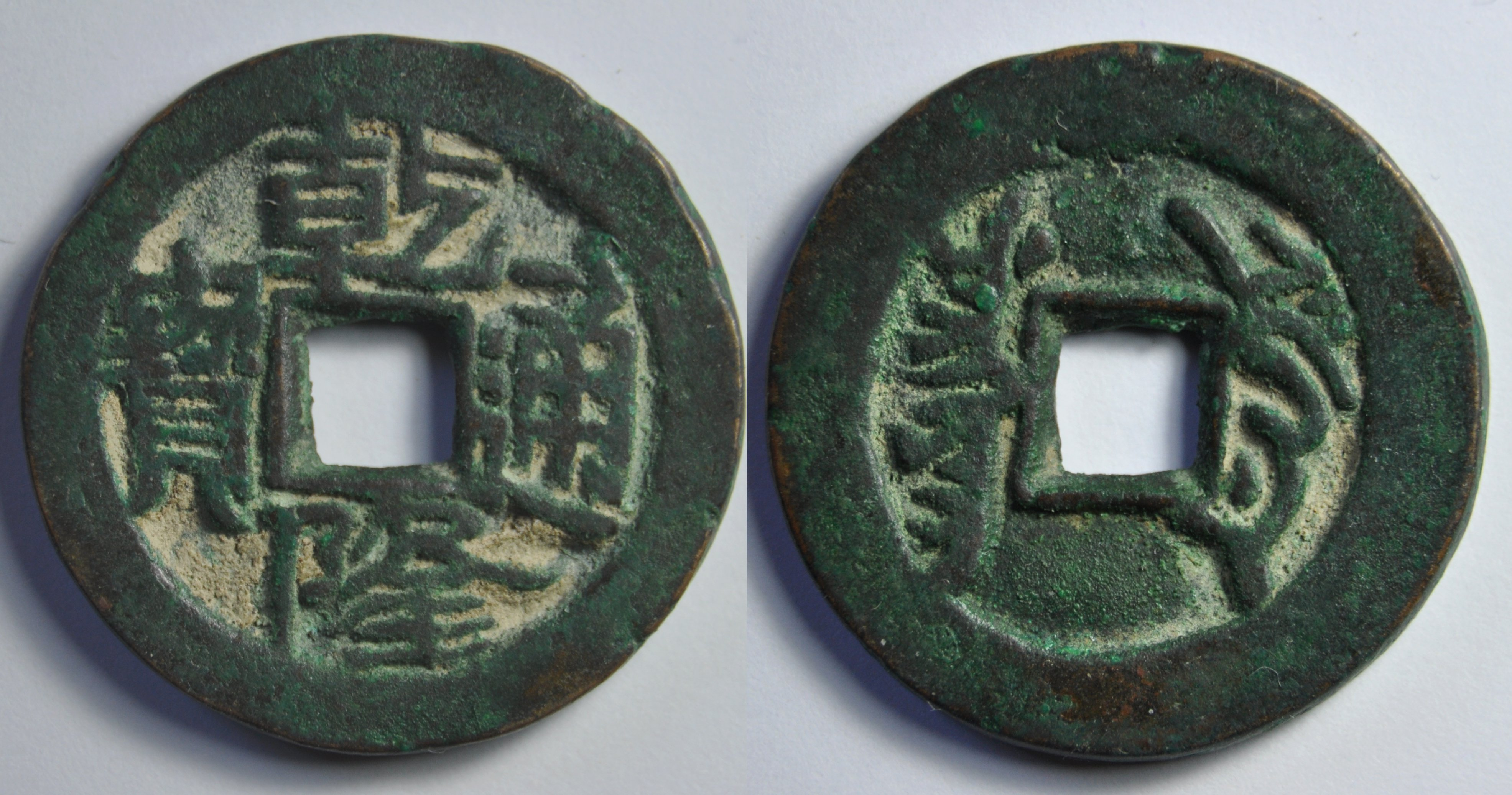
プル銭。前面は乾隆通宝。
背面は満州文字の yerkiyang とアラビア文字の yarkand。

### プル銭（普爾銭）
ウイグル地域が清朝の版図に組み込まれると、この地で使用することを意図して普爾銭が発行された。1759年初鋳。銭銘は乾隆通宝。化学組成は青銅よりも純銅に近く、背は満洲文字。1800年、嘉慶通宝発行される。

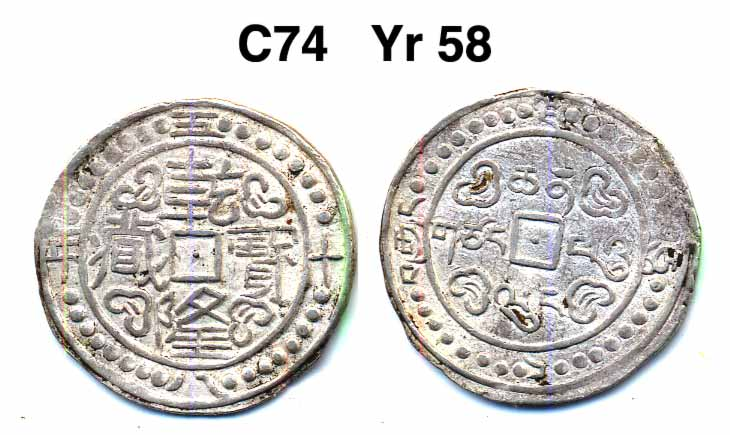
乾隆宝蔵

### 蔵銭
西蔵で使用する銭貨。1792年初鋳。銭銘は乾隆宝蔵。背はチベット文字。

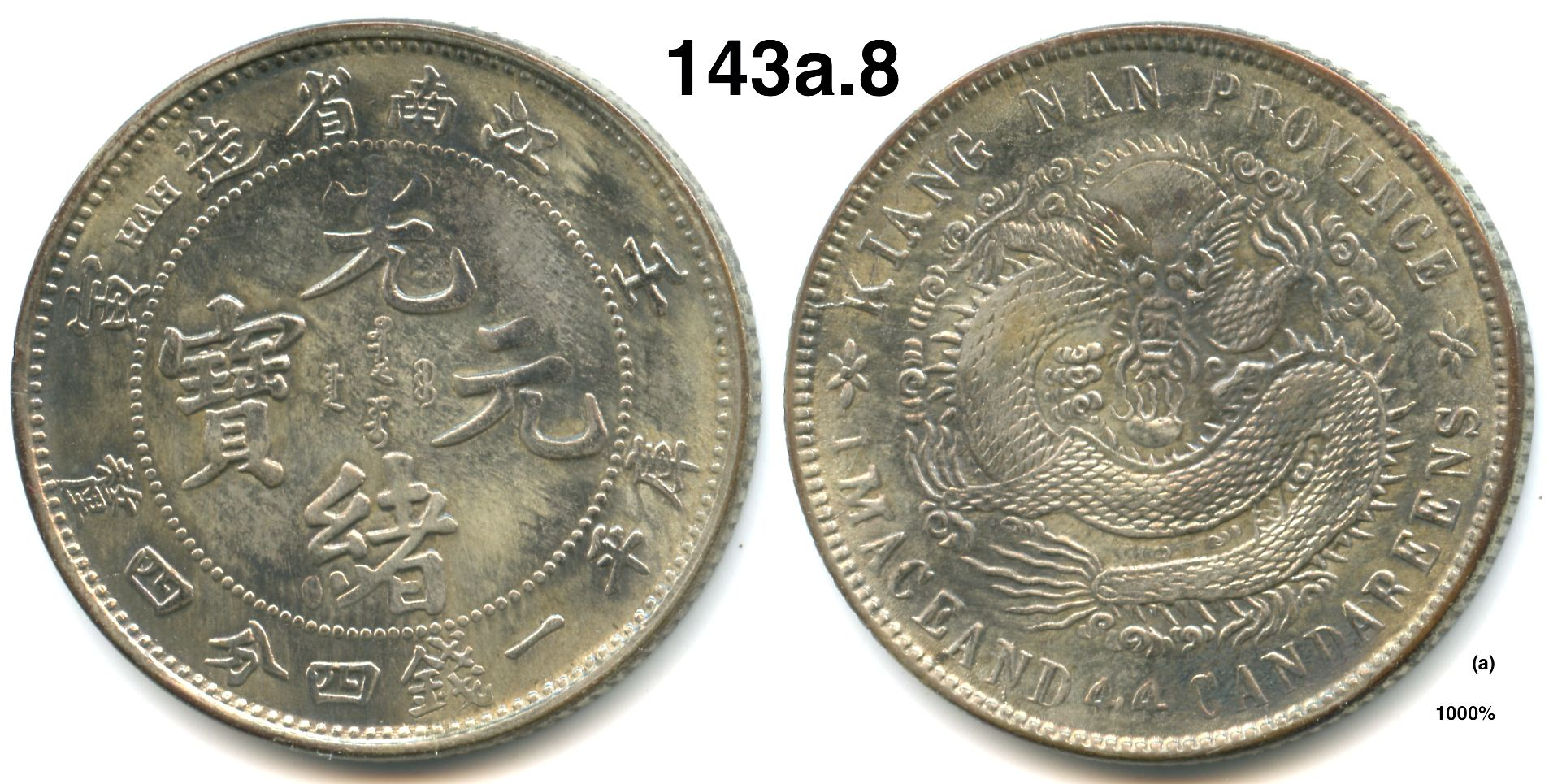
光緒元宝
（badarangga doro yuwan boo）

### その他
1898年以降、銅圓（銅元）と呼ばれる無孔・打刻の硬貨が製造されている。俗に銅板と呼ばれる。無孔なので銭とは呼ばない。銭銘は光緒元宝（badarangga doro yuwan boo）・大清銀幣・大清銅幣など。額面は1, 2, 5, 10, 20文など。
その他、太平天国は独自の銭貨（銭銘は太平天国聖宝）を発行している。
年代・地域によりスペイン、ポルトガル、フランス、オーストリアの銀貨が流通した実績あり。